# مطار بوريسبيل الدولي
مطار بوريسبيل (بالأوكرانية: Міжнародний аеропорт «Бориспіль»)(إياتا: KBP، إيكاو: UKBB) هو مطار دولي في بوريسبيل، على بعد 29 كم (18 ميل) شرق كييف، عاصمة أوكرانيا. هو أكبر مطار في أوكرانيا، وتمر فيه 65٪ من حركة الركاب ومعظم الرحلات الدولية.

## شركات الطيران والوجهات

### الركاب
منذ 24 فبراير 2022، علقت جميع رحلات الركاب إلى أجل غير مسمى بسبب الغزو الروسي لأوكرانيا. كانت شركات الطيران التالية تقدم رحلات من وإلى مطار بوريسبيل الدولي.
| شركـات طيـران                    | الوجهات |
| -------------------------------- | --- |
| العربية للطيران                  | مطار الشارقة الدولي |
| طيران أستانا                     | مطار ألماتي الدولي، مطار آستانا الدولي |
| الخطوط الجوية الفرنسية           | مطار باريس شارل ديغول |
| طيران البلطيق                    | مطار ريغا الدولي، مطار فيلنيوس |
| الأناضول جت                      | مطار إيسنبوغا الدولي |
| الخطوط الجوية النمساوية          | مطار فيينا الدولي |
| الخطوط الجوية الأذربيجانية       | مطار حيدر علييف الدولي |
| Azur Air Ukraine                 | موسمي: مطار برشلونة الدولي عارض: مطار الغردقة الدولي، مطار شرم الشيخ الدولي موسمي عارض: مطار أنطاليا، مطار ميلاس بودروم، Burgas، مطار دالامان، مطار النفيضة الحمامات الدولي، La Romana ‏، مطار كام رانه الدولي، Punta Cana ‏ |
| Bravo Airways                    | مطار الملكة علياء الدولي، مطار بيروت رفيق الحريري الدولي |
| إل عال                           | مطار بن غوريون الدولي |
| يورو وينجز                       | مطار دوسلدورف الدولي |
| فلاي دبي                         | مطار دبي الدولي |
| FlyOne                           | موسمي: مطار كيشيناو الدولي |
| الخطوط الجوية الملكية الهولندية  | مطار سخيبول أمستردام |
| خطوط بيغاسوس                     | مطار إيسنبوغا الدولي موسمي: مطار ميلاس بودروم، مطار عدنان مندريس |
| الخطوط الجوية القطرية            | مطار حمد الدولي |
| رايان إير                        | مطار أثينا الدولي، مطار برشلونة الدولي، مطار أوريو أل سيريو، مطار برلين براندنبرغ، مطار بولونيا، مطار براتيسلافا الدولي، Bydgoszcz، مطار كاتانيا-فونتاناروسا، مطار كولونيا بون الدولي، مطار دبلن الدولي، مطار غدانسك ليخ فاونسا، مطار فرانكفورت هان، مطار كاتوفيتشي، مطار كراكوف، مطار لندن ستانستد، مطار مدريد باراخاس الدولي، مطار مالطا الدولي، مطار مانشستر، مطار نابولي، Paphos، Poznań، مطار ريغا الدولي، مطار ليوناردو دا فينشي، مطار صوفيا، مطار تريفيزو، مطار تورينو، مطار بلنسية، مطار فيينا الدولي، مطار فيلنيوس، مطار وارسو مودلين، مطار ويزي، مطار فروتسواف موسمي: مطار خانية الدولي ‏ |
| الخطوط الجوية الإسكندنافية       | مطار أوسلو-غاردرموين |
| سكاي أب                          | مطار أليكانتي، مطار ألماتي الدولي، مطار أثينا الدولي، مطار برشلونة الدولي، مطار باطومي الدولي، مطار بوفيه - تيه، مطار برلين براندنبرغ، مطار الملك فهد الدولي، مطار دبي الدولي، مطار كريستيانو رونالدو، مطار إسطنبول الدولي، مطار الملك عبد العزيز الدولي، مطار لارنكا الدولي، مطار لشبونة، Lodz، مطار مدريد باراخاس الدولي، مطار ميونخ الدولي، مطار نيس كوت دازور، مطار فاكلاف هافيل الدولي، مطار الملك خالد الدولي، مطار تبليسي الدولي، مطار بن غوريون الدولي، مطار بلنسية، مطار يريفان الدولي موسمي: مطار البحرين الدولي، مطار أوريو أل سيريو، مطار ميلاس بودروم، Burgas، مطار كاتانيا-فونتاناروسا، مطار باندارنيك الدولي، مطار دالامان، مطار دوبروفنيك، مطار فارو، Hambantota–Mattala، مطار كاندية الدولي ‏، مطار عدنان مندريس، Kos، مطار الكويت الدولي، Lamezia Terme ‏، مطار ليون سانت إكسوبيري، مطار مالقة الدولي، مطار مالطا الدولي، مطار مارسيليا، مطار الحبيب بورقيبة الدولي، مطار مسقط الدولي، مطار نابولي، Pula، Rhodes، Rimini، مطار روما شيامبينو، مطار سالزبورغ، مطار صوفيا، مطار سبليت، مطار طشقند الدولي، مطار تينيريفي الجنوبي، مطار تيرانا الدولي، Tivat، Varna، مطار زاكينثوس الدولي ‏، مطار عبيد أماني كرومي الدولي موسمي عارض: مطار أنطاليا، مطار الغردقة الدولي، مطار مرسى علم الدولي، مطار شرم الشيخ الدولي          |
| الخطوط الجوية الدولية السويسرية  | مطار زيورخ الدولي |
| الخطوط الجوية التركية            | مطار إسطنبول الدولي |
| الخطوط الجوية الدولية الأوكرانية | مطار سخيبول أمستردام، مطار إيسنبوغا الدولي، مطار أثينا الدولي، مطار حيدر علييف الدولي، مطار برشلونة الدولي، مطار أوريو أل سيريو، مطار برلين براندنبرغ، مطار بروكسل الدولي، مطار هنري كواندا الدولي، مطار بودابست فرانز ليست الدولي، مطار القاهرة الدولي، مطار كيشيناو الدولي، مطار كوبنهاغن، مطار انديرا غاندي الدولي، مطار دنيبرو الدولي، مطار دبي الدولي، مطار دوسلدورف الدولي، مطار جنيف الدولي، مطار هلسنكي فانتا، مطار إسطنبول الدولي، مطار إيفانو فرانكيفسك الدولي، مطار خاركيف الدولي، مطار خيرسون الدولي، مطار لارنكا الدولي، مطار غاتويك، مطار لفيف الدولي، مطار مدريد باراخاس الدولي، مطار مالبينسا، مطار ميونخ الدولي، مطار أوديسا الدولي، مطار أوسلو-غاردرموين، مطار باريس شارل ديغول، مطار فاكلاف هافيل الدولي، مطار رأس الخيمة الدولي، مطار ليوناردو دا فينشي، مطار صوفيا، مطار ستوكهولم أرلاندا، مطار تبليسي الدولي، مطار بن غوريون الدولي، مطار تورونتو بيرسون الدولي، مطار البندقية ماركو بولو، مطار يريفان الدولي، مطار زاباروجيا الدولي، مطار زيورخ الدولي موسمي: مطار أليكانتي، مطار عدنان مندريس، Pula، مطار سبليت، مطار تيرانا الدولي موسمي عارض: مطار أنطاليا، مطار ميلاس بودروم، مطار دالامان، Hambantota–Mattala، Kayseri، La Romana ‏، مطار فيلانا الدولي، مطار مرسى علم الدولي، Rhodes، مطار شرم الشيخ الدولي، |
| خطوط فيولينغ الجوية              | مطار باريس أورلي |
| Windrose Airlines                | مطار نيكولا تسلا في بلغراد، مطار هنري كواندا الدولي، مطار دنيبرو الدولي، مطار إيفانو فرانكيفسك الدولي، مطار خاركيف الدولي، مطار ليوبليانا الدولي، مطار لفيف الدولي، مطار أوديسا الدولي، مطار صوفيا، مطار أوجهورود الدولي، مطار زغرب، مطار زاباروجيا الدولي موسمي: مطار ميلاس بودروم، Burgas، مطار دوبروفنيك، Mykolaiv، Pula، Rhodes، مطار سبليت |

### الشحن
| شركـات طيـران         | الوجهات                                             |
| --------------------- | --------------------------------------------------- |
| الخطوط الجوية التركية | مطار بودابست فرانز ليست الدولي، مطار إسطنبول الدولي |